# Марикс, Оскар Петрович
Оскар Петрович Ма́рикс (20 декабря 1890, Львов, Цислейтания — 24 июня 1976) — советский белорусский театральный художник, живописец, педагог, народный художник Белорусской ССР (1961), один из основателей белорусской сценографии.

## Биография

Могила Марикса на Чижовском кладбище Минска

Специальное образование получил в Пражской академии художеств, которую окончил в 1912 году по классу архитектуры, декоративного и прикладного искусства. Учился он также в Варшавской школе изящных искусств, в Академии изобразительных искусств в Вене и Львове.
Воспитанник пражской художественной школы. Получил прекрасное европейское образование.
Поселился в Минске в 1920 году.
Член революционной платформы так называемых белорусских реформаторов искусства, которая была основана профсоюзом работников искусства, образования и печати, в которую входили Александр Ахола-Вало, Елена Аладова и др. В 1920-е годы стоял у истоков зарождавшейся театральной сценографии в Беларуси. Первым в Белоруссии ввёл трёхмерное измерение декораций.
Чудом уцелел в годы репрессий, выехав из Белоруссии. Возвратился в республику незадолго до Великой Отечественной войны. Выставка произведений художника открылась в Минске за несколько дней до начала войны. Оккупанты полностью вывезли картины Марикса в Германию. До сегодняшнего дня не найдена ни одна картина из похищенной экспозиции. Была вывезена также библиотека художника. Часть — с экслибрисами Марикса — возвратилась из Германии ещё при жизни Оскара Петровича, который вынужден был оставить театр и пойти преподавать живопись в художественном училище и институте.
С 1922 года был главным художником нынешнего Национального академического театра имени Янки Купалы. В годы войны вместе с Купаловским театром находился в эвакуации в городе Уральске.
Позже, работал главным художником Гродненского областного драматического театра (1953, 1957).
Тесные дружеские отношения связывали художника со многими деятелями белорусской культуры и искусства: Янкой Купалой, В. И. Владомирским, И. Ахремчиком, Заиром Азгуром, П. Бровкой, К. Крапивой и др.

## Творчество

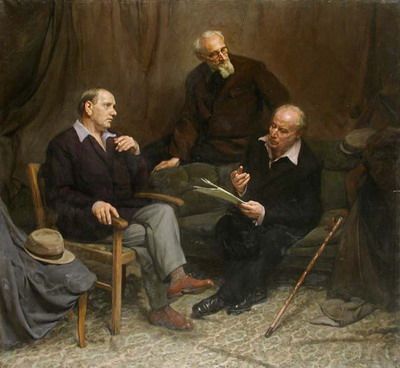
Художник Валентин Волков. Групповой портрет деятелей белорусского театра Г. П. Глебова, О. П. Марикса, В. И. Владомирского (справа) 1959 год

Основные работы Оскара Марикса связаны со сценографией. Им созданы более 200 декораций к спектаклям ведущих белорусских театров. Художник отдавал преимущество бутафорским макетам, стилизованным костюмам. Работал со многими известными театральными режиссёрами. С большим энтузиазмом оформлял балетные постановки. Так, над постановкой балета «Дон Кихот» работал дважды.
Автор монументальных панно на исторические темы («Ледовое побоище»), графических серий, ряда живописных работ. В сотрудничестве с художником В. В. Волковым им были исполнены эскизы для монументального ковра «Лявониха».
Не театральные работы Марикса сегодня находятся во всех национальных собраниях Беларуси и частных коллекциях.

## Семья
Жена Марикса — виолончелистка — из знаменитой белорусской династии музыкантов Бергеров.

## Память
- В Минске на месте дома, в котором жил основатель национальной сценографии Оскар Марикс, установлена мемориальная доска.
- В январе 2011 года в Белорусском государственном музее истории театральной и музыкальной культуры (Минск) состоялась выставка, посвященная 120-летию со дня рождения народного художника Беларуси Оскара Марикса, на которой были представлены эскизы декораций, костюмы к спектаклям, пейзажи мастера.
- В 2012 году минским издательством «Четыре четверти» издана книга «Оскар Марикс»[1] / Составители: Л. О. Марикс, И. А. Бархатков. Совместное издание с Музеем истории, театра и музыкальной культуры.